# Парк Почтальона
Парк Почтальо́на (Почтальо́нский парк, По́стменз-парк; англ. Postman’s Park) — парк в центре Лондона, расположенный рядом с Собором Святого Павла; один из крупнейших парков лондонского Сити. Окружён улицами Литл-Бритен, Сент-Мартинз-Ле-Гранд, Олдерсгейт и Кинг-Эдвард-стрит, а также зданием бывшего Главного почтамта. Городской парк, назван так из-за того, чтo в нем часто отдыхают служащие Главного Почтового Управления.    

## История
Парк Почтальона был открыт в 1880 году на месте бывшего кладбища церкви Святого Ботольфа Альдерсгейтского и расширялся на протяжении следующих 20 лет. В 1900 году по инициативе английского художника и скульптора Джорджа Фредерика Уоттса в парке был открыт Мемориал героическому самопожертвованию в память об обычных людях, погибших ради спасения других — деревянная лоджия над галереей мемориальных табличек с именами героев .
Также в парке находится действующая церковь святого Ботольфа.
Психологическая драма Майка Николса «Близость» (2004), частично снятая на территории парка, вызвала новую волну общественного интереса к парку и его истории.